# All at Sea
Pour plus de détails, voir Fiche technique et Distribution.
All at Sea est un film britannique réalisé par Anthony Kimmins, sorti en 1936.

## Synopsis
Lorsque Joe reçoit un héritage, il quitte son emploi de commis et s’embarque pour une croisière en mer. Prenant l'identité d'un écrivain renommé, il commence à attirer plusieurs femmes séduisantes au cours du voyage mais ses mensonges vont lui causer des problèmes.

## Fiche technique
- Titre : All at Sea
- Réalisation : Anthony Kimmins
- Scénario : Anthony Kimmins et Charles Bennett d'après la pièce de John Hay Beith (en)
- Direction artistique : Ralph W. Brinton
- Photographie : Alex Bryce (en)
- Montage : Sam Simmonds (en)
- Pays de production : Royaume-Uni
- Format : Noir et blanc - 1,37:1 - Mono
- Genre : comédie
- Date de sortie : 1936

## Distribution
- Tyrell Davis (en) : Joe Finch
- Googie Withers : Daphne Tomkins
- James Carew (en) : Julius Mablethorpe
- Cecily Byrne : Mary Maggs
- Rex Harrison : Aubrey Bellingham
- Dorothy Vernon (en) : Mme Humphrey
- James Harcourt (en) : Mr Humphrey
- Colin Lesslie : Tony Lambert